# Liste der Naturdenkmäler in Wien/Rudolfsheim-Fünfhaus
Die Liste der Naturdenkmäler in Wien/Rudolfsheim-Fünfhaus listet alle als Naturdenkmal ausgewiesenen Objekte im 15. Wiener Gemeindebezirk Rudolfsheim-Fünfhaus auf. Bei den sechs Naturdenkmälern handelt es sich laut Definition der Stadt Wien um fünf Einzel-Naturdenkmäler und ein Gruppen-Naturdenkmal.

## Naturdenkmäler
| Foto |                 | Name                                      | ID  | Standort                                                            | Beschreibung | Fläche | Datum      |
| ---- | --------------- | ----------------------------------------- | --- | ------------------------------------------------------------------- | --- | ------ | ---------- |
| 1    | Datei hochladen | Pyramidenpappel (Populus nigra „Italica“) | 97  | Wien, Vogelweidplatz / Märzpark KG: Fünfhaus GrStNr: 205/1 Standort | 1938 wurde im Märzpark eine Baumgruppe aus vier Pyramidenpappeln (Populus nigra „Italica“) unter Schutz gestellt. Es handelt sich hierbei um weibliche Spitzpappeln mit Stammumfängen von 1,50 bis 2,10 Meter, wobei ältere weibliche Spitzpappeln besonders im deutschsprachigen Raum zu seltenen Bäumen zählen. |        | 15.11.1938 |
| 1    | Datei hochladen | Graupappel (Populus x canescens)          | 444 | Wien, Auer-Welsbach-Park KG: Rudolfsheim GrStNr: 1551 Standort      | Die Grau-Pappel (Populus x canescens) befindet sich im südöstlichen Bereich des Auer-Welsbach-Parks und stammt aus der Zeit vor der Anlage des Parks. Die Graupappel ist vermutlich der letzte Rest des ursprünglichen Ufergehölzes des Wienflusses in diesem Bereich.                                            |        | 22.02.1956 |
| 1    | Datei hochladen | Silberlinde (Tilia tomentosa)             | 538 | Wien, Stiegergasse 11 KG: Sechshaus GrStNr: .135 Standort           | Die Silber-Linde (Tilia tomentosa) im Garten eines Kindergartens wurde wegen seiner besonders schönen Kronenausbildung unter Schutz gestellt. |        | 23.06.1971 |
| 1    | Datei hochladen | Atlaszeder (Cedrus atlantica „Glauca“)    | 544 | Wien, Possingergasse 7 KG: Fünfhaus GrStNr: 206/689 Standort        | Die Atlas-Zeder (Cedrus atlantica „Glauca“) wurde 1972 auf Grund ihrer Seltenheit im mitteleuropäischen Raum unter Schutz gestellt. Sie wies lediglich ein Alter von rund 30 Jahren auf. |        | 25.04.1972 |
| 1    | Datei hochladen | 8 Rosskastanien (Aesculus hippocastanum)  | 649 | Wien, Mariahilfer Straße 158 KG: Fünfhaus GrStNr: .65 Standort      | Die Baumgruppe aus acht Exemplaren der Gewöhnlichen Rosskastanie steht im Garten eines Gasthauses. Der Schutz leitet sich durch das Gepräge der geschlossenen Kastanienbaumgruppe ab. |        | 30.12.1976 |
| 1    | Datei hochladen | Rosskastanie (Aesculus hippocastanum)     | 650 | Wien, Mariahilfer Straße 158 KG: Fünfhaus GrStNr: .65 Standort      | Die Gewöhnliche Rosskastanie (Aesculus hippocastanum) steht im 2. Innenhof des Hauses Mariahilfer Straße 158 in dichtverbauten Stadtgebiet. Sie wurde auf Grund ihrer Mächtigkeit unter Schutz gestellt. |        | 30.12.1976 |

| Foto:                    | Fotografie des Naturdenkmals. Klicken des Fotos erzeugt eine vergrößerte Ansicht. Daneben finden sich zwei Symbole: \| Weitere Bilder vorhanden \| Das Symbol bedeutet, dass weitere Fotos des Objekts verfügbar sind. Durch Klicken des Symbols werden sie angezeigt. \| \| Eigenes Foto hochladen \| Durch Klicken des Symbols können weitere Fotos des Objekts in das Medienarchiv Wikimedia Commons hochgeladen werden. \| |
| Name:                    | Bezeichnung des Naturdenkmals laut offiziellen Quellen |
| ID                       | Identifikator |
| Standort:                | Es ist die Gemeinde und falls vorhanden die Adresse angegeben. Darunter sind die Katastralgemeinde (KG) und die Grundstücksnummer angeführt. Durch Aufruf des Links Standort wird die Lage des Denkmals in verschiedenen Kartenprojekten angezeigt. |
| Beschreibung             | Kurze Beschreibung des Naturdenkmals |
| Fläche                   | Fläche des Naturdenkmals in Hektar (ha) |
| Datum                    | Datum oder Jahr der Unterschutzstellung |
| Weitere Bilder vorhanden | Das Symbol bedeutet, dass weitere Fotos des Objekts verfügbar sind. Durch Klicken des Symbols werden sie angezeigt. |
| Eigenes Foto hochladen   | Durch Klicken des Symbols können weitere Fotos des Objekts in das Medienarchiv Wikimedia Commons hochgeladen werden. |